# 大法寺 (津山市)
大法寺（だいほうじ）は、岡山県津山市にある浄土真宗本願寺派の寺院。山号は青長山。本尊は阿弥陀如来。

## 歴史
慶長の昔、伯耆大山の人・理性が仏道修行のため諸國行脚の途次、此の地を通り一小堂で休憩した。此の堂は現在大法寺のある場所にあったもので、本尊は弘法大師であった。理性は何心なく堂内を見まわすに、兵乱の影響を受けて、本来仏法弘道の霊場であるはずのものが時には野武士の棲み家ともなってひどく荒らされていた。理性は此の有様を見て大いになげき、是非共之を再興しなければならぬと固く心に誓い、村の人達に相談をもちかけ、自分も此の地に仮住居して滞在することとした。最初の程は半信半疑であった土地の人達も道心堅固な理性に敬服して段々と協力者がふえて遂に一宇の寺院を建立するに到った。即ち慶長19年（1614年）、時の美作国の領主森忠政の允許を得て「静長山大宝寺」と号し真言宗に属した。これが当山の起源である。山号は今は「青長山」であるが、此の頃は「静長山」であって、いつ変わったものであるかについては未だ何等の文章にも接していない。しかし寺号の「大宝寺」が「大法寺」と文字の変ったことについては、慶長19年から160年ばかり後の安永4年（1775年）8月朔日の津山（松平）藩の日記に記録がある。

## 周辺
- 野山公園